# Botunja (Brus)
Botunja (Servisch cyrillisch Ботуња) is een plaats in de Servische gemeente Brus. De plaats telt 373 inwoners (2002).